# Contea di Heping
La contea di Heping (和平县S, HépíngP) è una contea della Cina, situata nella provincia del Guangdong e amministrata dalla prefettura di Heyuan.